# Tohopkú (Tekal de Venegas)
Tohopkú es una localidad, comisaría del municipio de Tekal de Venegas en el estado de Yucatán localizado en el sureste de México.

## Toponimia
El nombre (Tohopkú) proviene del idioma maya.

## Hechos históricos
- En 1921 pasa del municipio de Tekal al de Temax con el nombre original de Tehohokú.
- En 1930 regresa al municipio de Tekal con el nombre de Tehohokú y anexas.
- En 1964 cambia de nombre a Thohobkú y el municipio de Tekal a Tekal de Venegas.
- En 1990 cambia de nombre a Tohopkú.

## Demografía
Según el censo de 2000 realizado por el INEGI, la población de la localidad era de 5 habitantes.
| 166                         | ? | 136 | 66 | 25 | 37 | 57 | 38 | 8 | ? | 0 | 5 |
| (Fuente: INEGI [Consultar]) |   |     |    |    |    |    |    |   |   |   |   |

## Galería

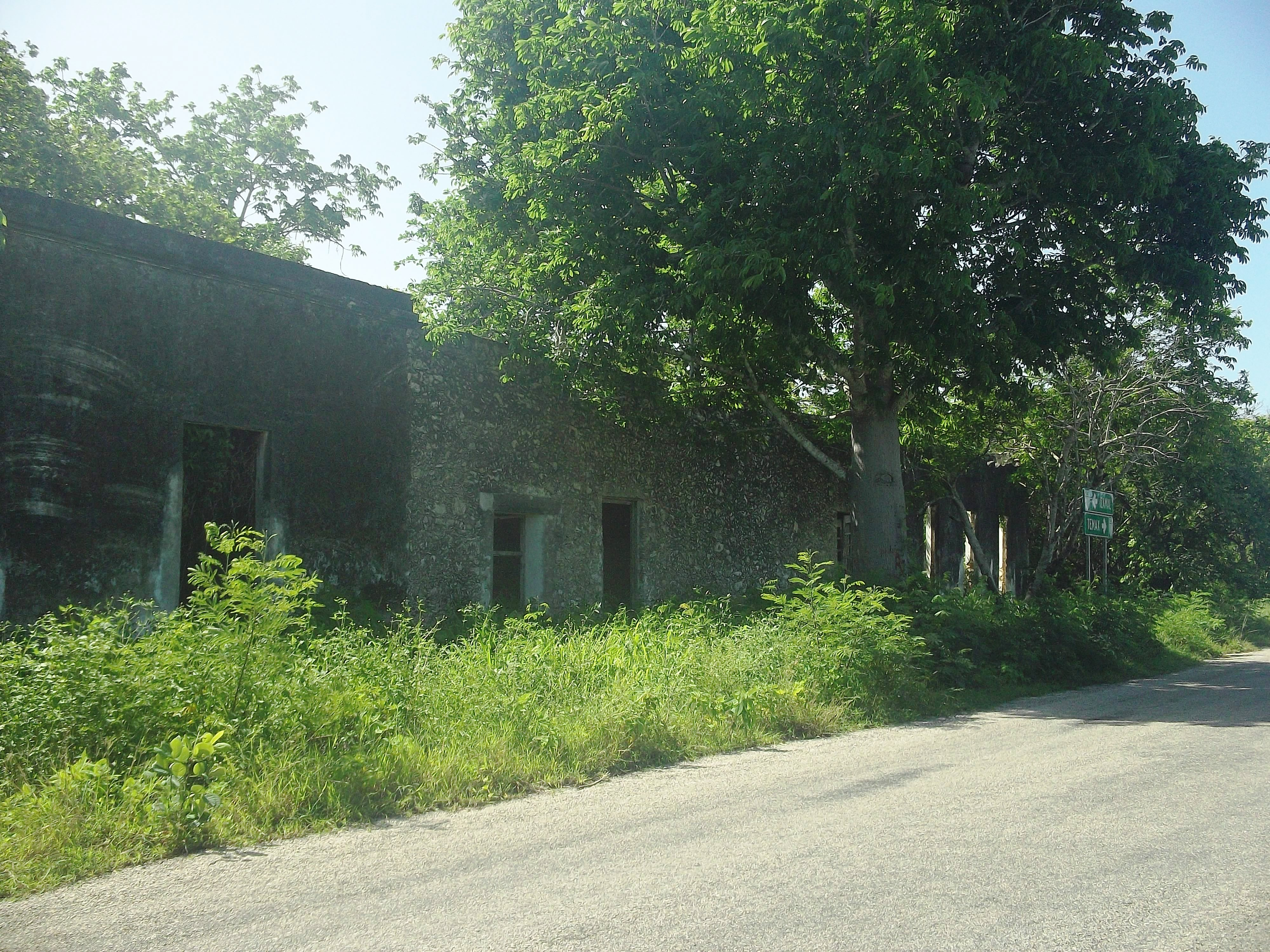
Hacienda de Tohopkú.
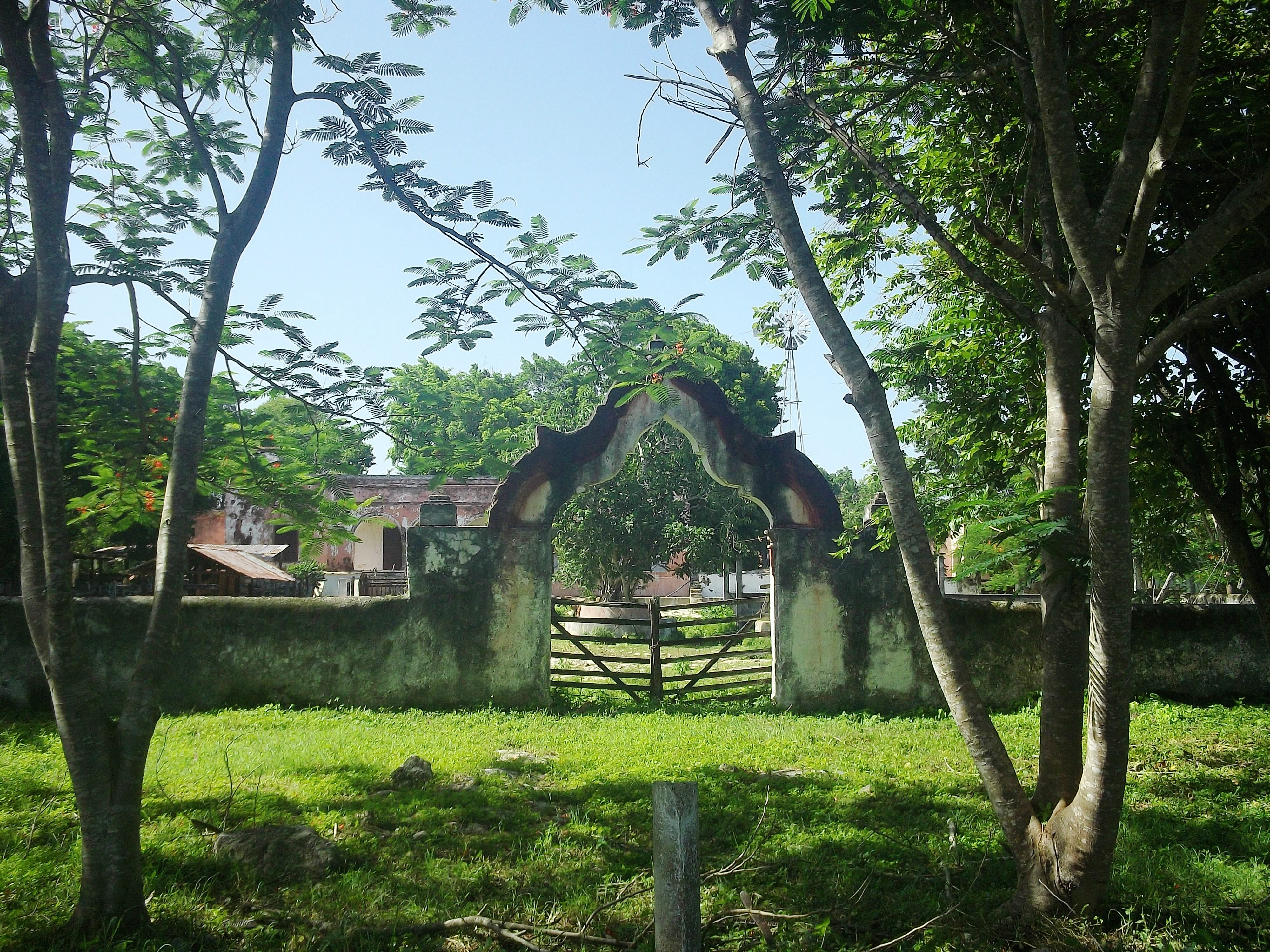
Hacienda de Tohopkú.
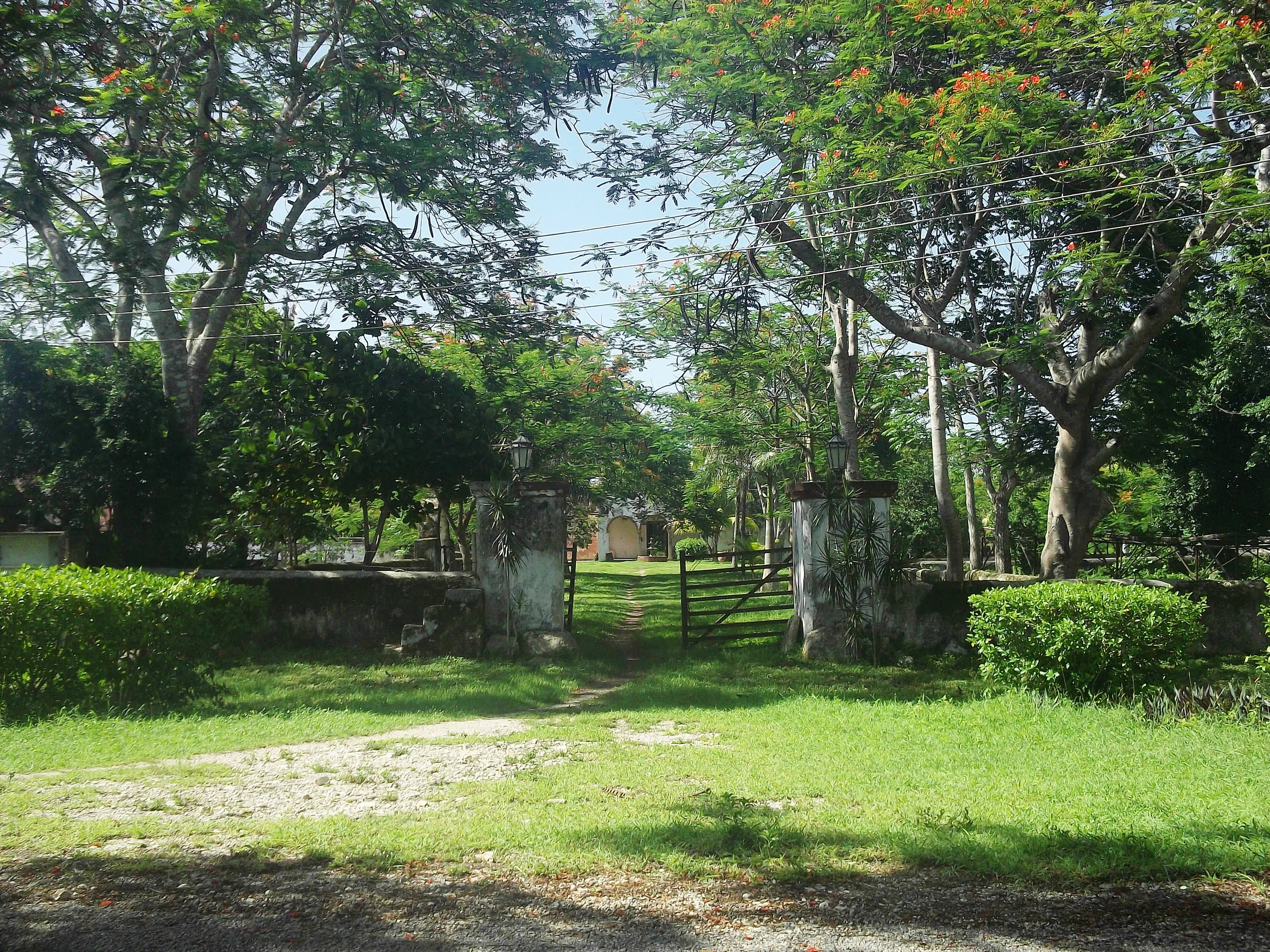
Hacienda de Tohopkú.
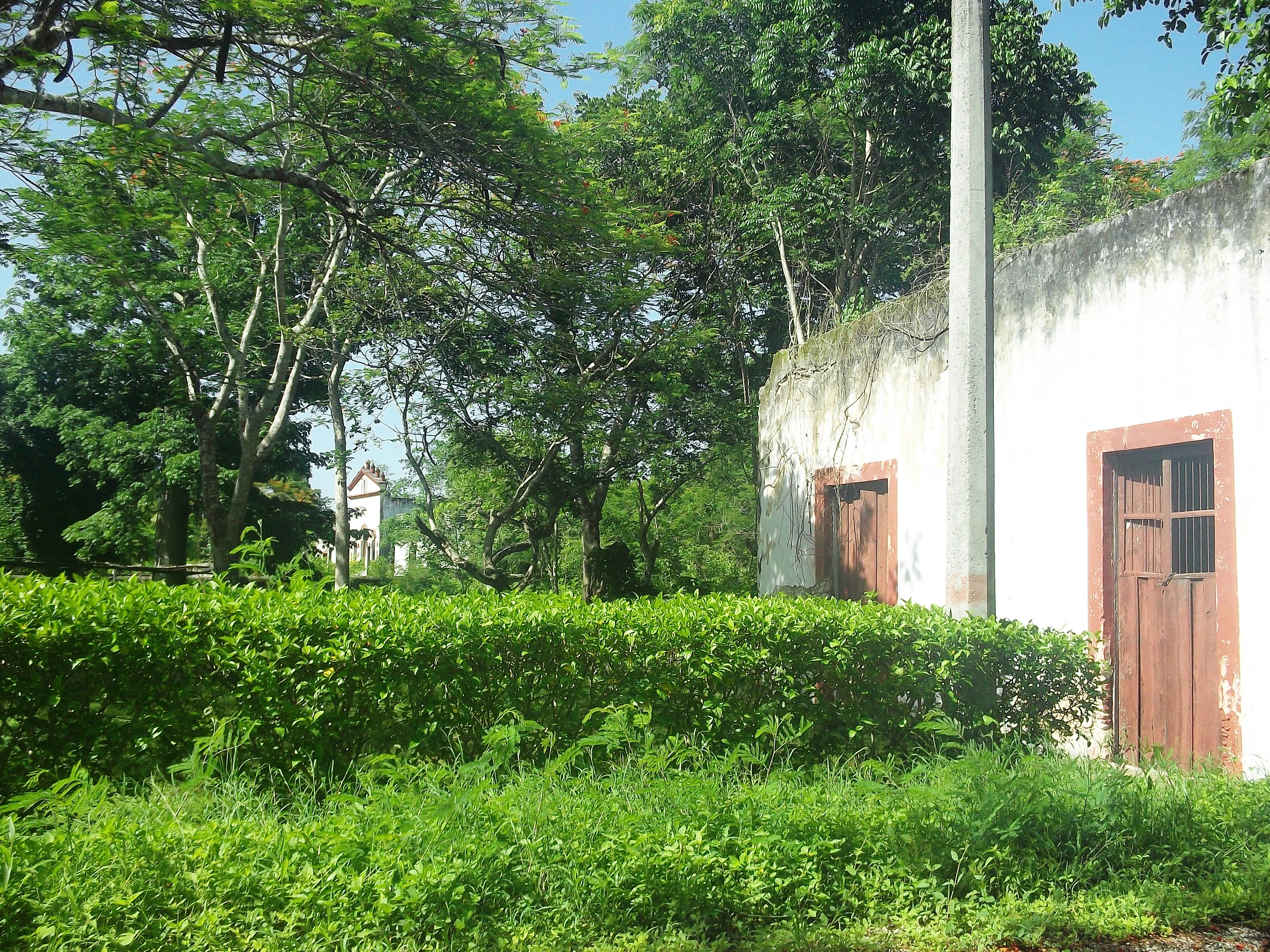
Hacienda de Tohopkú.
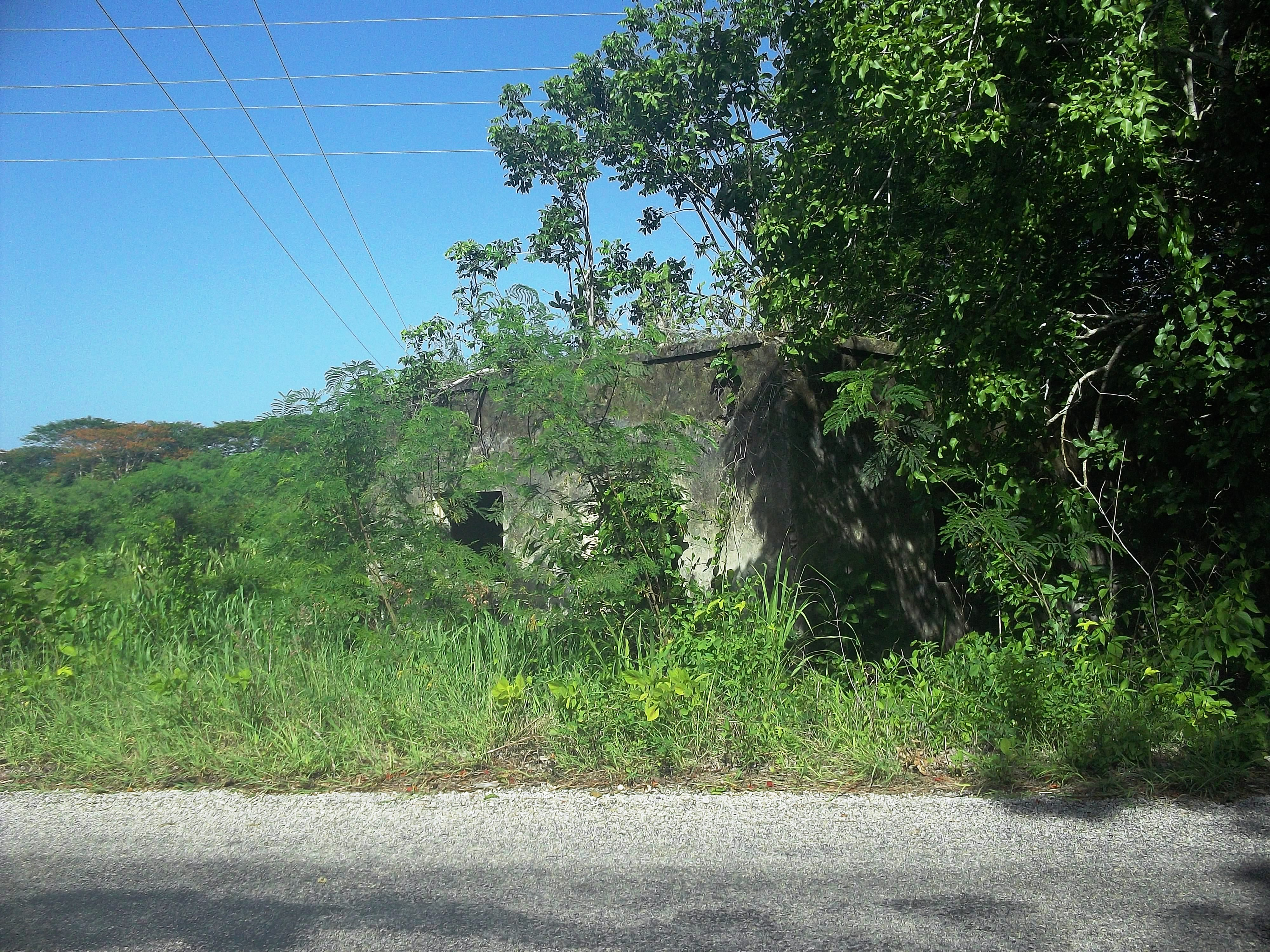
Hacienda de Tohopkú.